# Jon Lilygreen

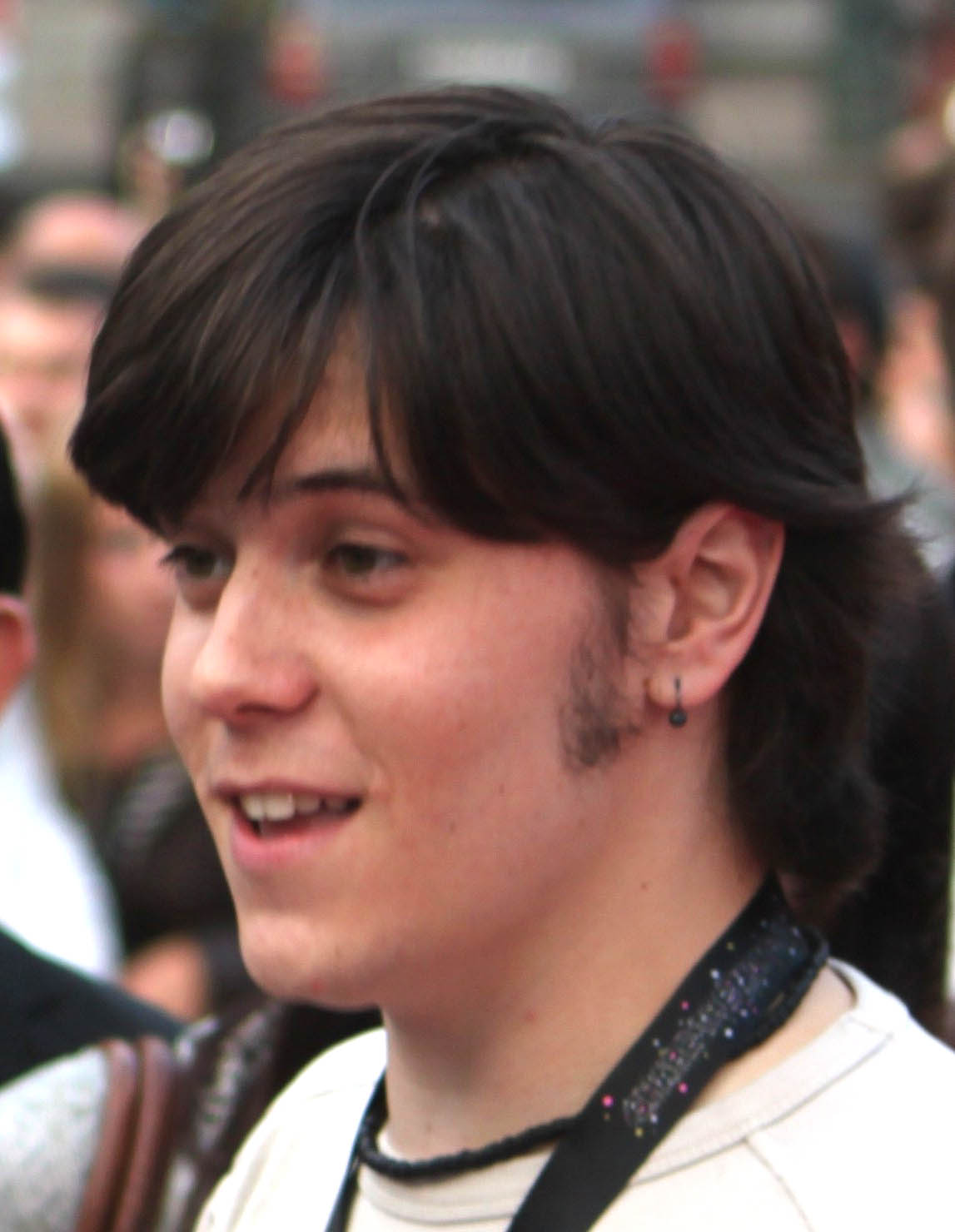
Jon Lilygreen

Jon Lilygreen (născut la 4 august 1987) este un cântăreț din Țara Galilor. El, împreună cu formația The Islanders, a reprezentat Ciprul la Concursul Muzical Eurovision 2010 cu melodia „Life Looks Better In Spring”. 